# Toxicity (píseň)
Toxicity je singl americké heavy metalové skupiny System of a Down vydaný v roce 2002, původně vydaný na stejnojmenném albu rok předtím. Spolu s dalšími dvěma singly z alba (Chop Suey! a Aerials) patří k nejznámějším skladbám skupiny. Videoklip režíroval Shavo Odadjian a Marcos Siega.

## Videoklip
V první části předehry jsou záběry Hollywoodského chodníku slávy a ve druhé části se již objeví kapela, hrající v bílém prostoru, který občas ztmavne a na těla muzikantů se promítají záběry bezdomovců a pouličních prostitutek. V části, kde se zpívá „Eating seeds is the pastime activity…“ („Pojídání semínek je volnočasová aktivita…“), je záběr na všechny členy kapely, jak sedí na pohovce a jedí oříšky. Daron Malakian hraje v dresu Los Angeles Kings se svým jménem na zádech.